# Staurastrum peleii
Staurastrum peleii là một loài Song tinh tảo trong họ Desmidiaceae, thuộc chi Staurastrum.